# 彼岸島
《彼岸島》（日語：彼岸島）是松本光司創作的日本漫畫作品。

## 故事
彼岸島（第一部）
當中的故事主要內容為少年宮本明在一次偶然的情形下，遇上了一位從一個名為彼岸島小島而來的少女青山冷。奇怪的是，這名自稱為冷的少女手上竟然持有已失蹤兩年多的明的大哥宮本篤的駕照，並揚言她這張駕照是自己在所住的村子附近拾得的。
為了能找回哥哥，明便和一群從小便認識的朋友前往彼岸島。但那知彼岸島實際上已被變成了吸血鬼的島民們所控制了。於是，為了生存和從吸血鬼的手中搶回該島，人和吸血鬼之間便展開了可怕的血戰……。
彼岸島 最後的47天（第二部）
延續《彼岸島》的劇情，加入了新的角色，人類繼續與吸血鬼之間的戰鬥，在五重塔被雅宣告人類47天後是最後期限，而明決定去雅新的基地和據點，向雅報仇。
彼岸島 48天後…（第三部）
延續《彼岸島 最後的47天》的劇情，世界觀繼續擴大到日本本土，目前明正前往東京的吸血鬼總部向雅決戰。

## 人物
- 聲優為彼岸島X版本

### 人類團隊
宮本明（演員：石黑英雄／白石隼也）
故事的主人翁，家裡經營蔬果店。從小就時常產生幻想與妄想，觀察力相當敏銳，擅長編故事（但根據西山的說法，明的腦袋經常依據所有的狀況判斷思考來編故事，而且跟明的想法無關），立志當小說家，但是經常為自己有些莫名其妙的妄想感到相當困擾。
自從哥哥宮本篤兩年前失蹤後，與家人的關係趨於冷淡，有時還會被父親拳腳相向。原本是剛考上大學的高中畢業生。在畢業典禮前遇上神秘少女青山冷，得知篤的消息，與兒時好友們遭遇吸血鬼之後，決意找回失蹤的宮本篤，和好友前往彼岸島。
初期留著短髮且性情生澀，經常依靠篤的幫助，之後跟龍之介修行，不僅頭髮變成中短髮，蓄著些許鬍鬚，體格甚至變得更加結實，同時性格亦隨著劇情發展，開始逐趨成熟堅強。實力已非人類可比，擁有預測敵人攻擊的能力；大部分的時候使用刀作武器，後期甚至領悟了「居合斬」的劍法。
在彼岸島與雅的決戰中被斬斷右手，於第三部故事《彼岸島 48天后》中，裝上裝有刀的義肢前往東京尋找雅。
宮本篤（演員：渡邊大／鈴木亮平）
明於兩年前行蹤不明的哥哥。根據明的描述，篤是個學業運動優良的人，父母對他的期望遠勝於明，但也因為兄弟倆時常被父母拿來相互比較，因此明一開始對篤抱持著既佩服又有所埋怨的複雜心態。容貌與明相仿，只是篤配戴著一副圓框眼鏡。
在島上習慣穿著斗篷大衣並配戴口罩，初期使用木樁做武器，之後改用刀，擅長使用薙刀。他於兩年為了向未婚妻的父母提親，前往彼岸島，卻在不知情的情況下釋放了擁有不死身的吸血鬼雅，結果島上大部份的居民因為被雅殺死後刻意散播血液而變成了吸血鬼。
篤加入了原島民所組成的反抗組織，並在反抗組織的「頭子」訓練下，成為了反抗組織的一名皇牌戰將。後來在一場營救由紀及村民的行動中，為了拯救明不幸落入到雅設的圈套中而感染到雅的血液變成吸血鬼，在雅的吸血鬼村中遇見了已失憶的涼子，為了保護涼子因而加入雅 。
最終在第一部故事第18卷時與明的決鬥中落敗，要求明親手了結他的生命，死得相當感人壯烈。
卒年25歲，當天為2003年（平成15年）4月13日，死於彼岸島。篤身故之後，明等人透過他生前留下的遺書，找到了501疫苗的使用方式。

#### 明的夥伴
齊藤健（演員：弓削智久／遠藤雄彌）
明的兒時朋友之一，通稱健，與由紀是戀人關係。魚店老闆的兒子，同時身兼樂團的吉他手，蓄有些許鬍鬚是其特徵。為人做事及說話勻充滿男子氣，自尊心很強烈，只要一決定的事，任何人都無法阻止他。4歲那年生父與兄長翔一意外身故，母親再婚嫁給現任的丈夫。
前往彼岸島的時候，他的樂團貝斯手也跟著他搭船抵達彼岸島，結果該名貝斯手在船才剛靠岸沒多久便落海失蹤。初期故事對冷抱持著敵意，後來這樣的關係隨著冒險進行才逐漸改善。在彼岸島的戰鬥中，愛用棒球棍及魚刀作武器。
在第一部故事第27卷中，因被吸血鬼屍體滴下的血液沾染到眼睛而感染成為吸血鬼，隻身走入吸血鬼最後一條村莊中救出由紀，為了克制自己不再攻擊由紀，甚至不惜挖出自己的心臟；為了保護由紀，遭吸血鬼村民投擲多隻長矛穿身死亡，其精神力就連敵人（包括雅）也為之動容。
卒年20歳，當天為2004年（平成16年）5月12日，死於彼岸島。與明同行的兒時朋友裡第二位犧牲者。
西山正一（演員：足立理／阿部翔平）
明的兒時朋友之一，通稱西山，是明所住的商店街中文具店老闆的兒子，外貌斯文，配戴方框眼鏡。聰明敏銳，時常在一行人發生衝突時，擔任調解的工作。拿手料理是豬肉湯。
在彼岸島的戰鬥中，以本身的頭腦作武器，分析情勢並擬定戰略，身上常帶有各式各樣的文具；後來更以學校的化驗室中的材料製出了炸藥。
於第三部故事《彼岸島 48天后》中，終於追到了他喜歡的由紀，在得知明於本土出現時果斷選擇與由紀等人去找明，然而本身過低的“戰鬥力”成為了他致命的軟肋；剛到本土就被吸血鬼攻擊，結果自己和由紀被感染其他人全死，之後由紀被其他吸血鬼淩辱時他也只能眼睜睜的看著。
後來由紀不願喝人血，變成邪鬼，自身也成為操控由紀的邪鬼使者；最後與由紀相擁被明親手所斬殺死在刀下，下場十分悲慘。與明同行的兒時朋友裡第三（四）位犧牲者。
坂下由紀（演員：瀧本美織／山下莉緒）
同樣是明的兒時玩伴之一，是健的戀人。明及西山所傾慕的對象。蓄著短髮，溫柔堅強並且善解人意，從國小便開始學鋼琴。於故事一開始考上東京的大學，但是為了健，加入前往彼岸島的一行人。
在彼岸島的戰鬥中，因高中時常習弓道，故在作戰時常以弓箭為武器。於劇情中期對明告白，一度與其他人類女性被進獻給雅，還在監牢裡被變成吸血鬼的健攻擊，後來在健的救援下成功與明等人會合，不過健也因此死在吸血鬼的手上。
於第三部故事《彼岸島 48天后》中，她和同伴都以為明死了，萬念俱灰的情況下和西山交往，並且成為愛人。後來聽說有救世主回（明）在日本的消息，便和愛人西山等人一起去本土尋找明，不料途中被攻擊感染變成吸血鬼，之後又被其他吸血鬼抓住，成為了其他吸血鬼發洩獸欲的“工具”。
最後因為不願喝人血，變成邪鬼，在馬上就要變成邪鬼前跟西山說要他變成邪鬼使者給曾經欺負過他們的吸血鬼一點顏色看看；結局她與西山相擁被明親手所斬殺死在刀下，下場十分悲慘。與明同行的兒時朋友裡第三（四）位犧牲者。
三村政和（演員：半田晶也／森岡龍／勝信）
同樣是明的兒時玩伴之一，通稱「加藤」，一雙幼細的眼睛是其特徵，其家中所擁有的一所小房子是為明等人經常會合的地方。根據明的說法，因為政和以前經常和健搭訕女性，結果他不敢和其他人透露他的真名，才取了「加藤」這個綽號。
性情風流，喜歡搭訕異性，但往往都會被搭訕的對象當場拒絕，雖然平時看似輕佻不可靠，但有時會為了保護他人全力以赴，偶爾會流露重感情的一面，有一位女朋友惠。在彼岸島的戰鬥中，在作戰時主要以體術和長矛作武器。是明的兒時玩伴當中，最先遭遇吸血鬼的人。
碰（演員：森脇史登／西井幸人）
明的兒時朋友之一，是明所住的商店街中玩具店老闆的兒子，長相跟小孩子相差無幾。為人生性懦弱，怕生自閉，常依賴別人。碰並非其本名；其本名從未在漫畫中提及。
前往彼岸島之前，偷拿了身為警察的兄長的佩槍。與明等人被困在吸血鬼的監牢時，差點因為被加藤與西山排擠坐上吸血椅（後來健代替了碰坐上吸血椅，並且在之後被明等人救下），當明等人脫離牢房之後，碰為此負氣脫離一行人，卻被吸血鬼捕獲交給雅，被雅變成亡者。
在第一部故事第7～8卷中，在寺廟與明再度相見並展開纏鬥，恢復神智後對明傾訴他的遭遇，最終被明忍痛殺害。與明同行的兒時朋友裡第一位犧牲者。

#### 青山一家
青山龍之介（演員：阿見201／石橋蓮司）
身型高大魁梧，穿著一件僧袍，說話第一人稱為「老夫」，明等人通常都用「師傅」來稱呼他。明及篤的師父，亦是青山冷、青山紅葉、青山楓的繼父。愛用巨木樁為武器，被敵人稱為「怪力男」、「怪力和尚」。
本身和雅一樣，是極少數從吸血鬼與人類和平共存時代生存至今的吸血鬼，同時也是當年被五十嵐部隊實施活體實驗的倖存吸血鬼，極度痛恨吃了同族血肉的雅。在故事開始的60年前和五十嵐聯手制服了雅，將他關在研究所的冷凍室裡（後來冷凍室的上方被改建成神社），為了就近看守雅，龍之介隱居在神社附近的森林裡，熬過當年五十嵐等人的實驗副作用，但是他的外貌也因此變得和人類相差無幾。
在井上典子的帶領下，到人類村莊展開新生活，當上了村莊的住持與村長。後來與前夫離婚的典子帶著冷、紅葉、楓來拜訪龍之介，隔年龍之介便與典子結婚，冷、紅葉、楓也因此正式成為他的繼女。
在故事開始的兩年前，雅被不知情的篤從神社釋放出來後，在彼岸島上展開大屠殺，龍之介為取得更強大的力量對抗雅，不惜將同類吸血鬼的血液注入體內交融，結果意外獲得神力的同時，身型變得比以往還高大，也恢復了吸血鬼時期的容貌，為了掩蓋他的真面目，平時習慣戴著一張面具，後來成為了島上的反抗組織的首領，被成員稱為「頭子」。
在第二部故事中，在消滅吸血鬼病媒蚊培育池的行動中下半身不幸變成邪鬼，後來在被吉娃娃大人攻擊潰敗的部下哭喊聲下恢復了意識，並用意志力控制了化為邪鬼的身軀，掩護眾人撤退，並吃掉了強勁的邪鬼吉娃娃大人，最後被雅所殺。
青山冷（演員：水川麻美／佐藤惠）
拾獲篤的駕照，引誘明及其朋友前往彼岸島的神秘少女，一頭咖啡色的長髮是她最大的特徵。每當她說謊的時候，都會下意識的用舌頭舔上唇。其真正身份是為島上的反抗組織的「頭子」的女兒，青山紅葉的姊姊。
據冷所說，原本她有兩位妹妹，後來因為冷對外來的人類告知島上的秘密，結果她的其中一個妹妹青山楓遭島上的吸血鬼綑在十字架上，用雙矛貫穿身軀致死。至於她的母親井上典子與另一個妹妹青山紅葉，則是被當作人質押在雅的手上。
曾為篤所救，並曾和篤並肩作戰，因此在篤的教導下學會劍道與防身術。她致力搜尋有關雅的來歷，及其不死之身的破解方法。深愛著篤，最後冷為了喚醒篤的理智，死於變為吸血鬼的篤的刀下。但在電影版的最後生存。
青山紅葉（演：麻亞里）
青山冷的妹妹，反抗組織的「頭子」的女兒，留著黑色中長髮，容貌與冷相仿。性格與繼父一樣沉穩冷靜且當機立斷。
於故事初期被當作人質押在雅的手中，後來明依照雅的指示獨自到天狗岩赴約，成功的救回紅葉。她接替身故的冷，與明等人一起行動。同時她也是青山三姊妹當中，唯一的倖存者。
初登場時頭髮披肩，身穿和服，後來為了行動方便，將頭髮綁成馬尾狀，並且改穿短裙裝。
青山楓
青山冷的妹妹，由於彼岸島上的吸血鬼徵求女性島民到外地誘騙其他人類做為血液供應來源，父親青山龍之介為了保全其他村民，接受雅的徵招，典子、紅葉、楓因此成了人質。結果因為反抗計畫曝光，當著冷的面前，將楓綁在十字木樁上用雙矛串穿身體致死。此次事件亦成為冷致力反抗吸血鬼的原因。
由於原著並未提及楓與紅葉兩人的出生次序，因此無從得知楓與紅葉誰才是青山家裡年紀最小的成員。
井上典子
青山冷、青山紅葉、青山楓的母親，於30年前的某個晚上，年幼的典子遇見正要到水塘邊清洗面容的青山龍之介。
由於龍之介熬過五十嵐的實驗副作用，面貌變得和一般人類相差無幾，因此她對身為吸血鬼的龍之介毫無畏懼之意。她帶領龍之介抵達人類的村莊展開新生活，使得龍之介還因此身兼村莊住持與村長的職位。曾經與一位在東京相識的男子結婚，生下冷、紅葉、楓，離婚後帶著三個女兒來到彼岸島拜訪龍之介，兩人在隔年正式結婚，典子、冷、紅葉、楓也從了龍之介的姓氏。現今生死不明。

#### 島上人類
涼子（演：大村彩子／水崎綾女）
篤的未婚妻，兩年前篤為了和她的雙親提親，跟她來到彼岸島。但後來篤在好奇心的驅使下打開神社的封印，釋放了擁有不死身的吸血鬼雅，導致涼子在醫院被雅劫持的同時，不僅被雅吸了血，還當場被雅性侵害。
當篤在吸血鬼村再次遇見涼子時，她已經喪失記憶變成吸血鬼，最後在懷有身孕的狀態下葬身火窟。她的遭遇，促使篤決意要除掉雅為她報仇，也間接成為明對抗雅的原因之一。
田中
出現在廢棄醫院裡的男子，實際身分是邪鬼使者，曾經擔任過雅的部下。他的母親田中美香子從島上失蹤後，變成了蜘蛛邪鬼。母親被明殺死後他正式投降，加入明等人聯手抵抗吸血鬼。由於田中顧及行動方便程度的考量，因此經常光著身子，只用一條毛巾圍住下半身，偶爾才會穿上衣服與明等人行動。
田中美香子
邪鬼使者田中的母親，年輕時是村裡公認的美女，於一年前在島上失蹤，因為誤飲了村裡的水，變成吸血鬼。當明等人遇到她的時候，美香子已經變成了蜘蛛邪鬼，與明等人在廢棄醫院展開纏鬥。明允諾將會除去讓美香子變成邪鬼的元凶，為她報仇。最終美香子含淚微笑死去，

#### 本土人類
宮本夫婦
在商店街經營蔬果店的夫婦，篤與明的雙親。兩人對於篤抱持著較為深切的期望，時常將篤與明相互作比較，因而在無形中造成明對篤的些許不滿與壓力。自從商店街開始沒落，篤失蹤之後，夫婦倆才開始逐漸將重心轉移到明的身上，但也使得明常遭到父親暴力相向。
惠
僅在單行本第1集與第2集登場，黑色中長髮，面有雀斑，是加藤的女友。時常為加藤風流的態度感到惱火，但是加藤總會回應她「我對她們只是欣賞，對妳才是真愛」。後來加藤在彼岸島上的時候曾經拿出一枚戒指，並且表示離開彼岸島以後，要將這枚婚戒贈與惠。
拓＆優子
與加藤在聯誼會上認識的男女，兩人是論及婚嫁的情侶，被加藤以參加旅行的名目邀請，加入前往彼岸島的一行人。明為此吐槽加藤將他們找來當作犧牲者。結果剛抵達彼岸島，拓與優子兩人就被吸血鬼抓走，最後成為吸血鬼的血液供應來源，被囚禁在吸血椅上吸盡血液身亡。
鮫島
於第三部故事《彼岸島 48天后》中登場。
光頭，肌肉健壯，武器是一把斧頭，非常欣賞明，也很欣賞與明同行的一個叫他“禿頭”的小孩子，有一個弟弟，與明在船上一起打敗了名叫死神的巨大邪鬼，之後跟著明一起去金剛的基地救出他的弟弟。

### 吸血鬼團隊
雅（演員：山本耕史／栗原類）
彼岸島的現任吸血鬼統領者，同時也是明等人與反抗組織極力對抗的敵人。原本是居於彼岸島的吸血鬼一族的長男，誕生於江戶時代。臉孔蒼白，經常穿著一件黑色長外套，以及附有菱形紋的白領衣裝；不同於其他的吸血鬼族人，他留著一頭天生的白髮，但也因為他的特異體質，故於族中常被排斥。
性情孤傲冷酷，有著強盛的野心，討厭人類。渴望將大部分的日本人變成吸血鬼，然後將剩餘的人類當作供應吸血鬼糧食的生物。慣用武器是一雙鐵扇。一旦心情處於極度惡劣的狀態，就會大肆破壞眼前的事物，就連吸血鬼們也會嚇得退避三舍，但在極少數的狀況下，也會受到某些事物影響為之動容。
其實力非常強大，僅靠雙手就能徒手拔起一株參天巨樹，能在被砍掉頭顱的狀況下，自行將頭部接回身上，即使從高處摔得血肉模糊也能迅速復原。除了能利用腦波干擾讓對手感到極度痛苦以外，還會操縱吸血鬼對身在別處的對象傳話，就連兇暴的邪鬼，也會屈從他的指揮。
60年前為得到不死身及強大的力量，自願加入501部隊的實驗企劃，進行被其他吸血鬼族人視為禁忌的同族之血相混的實驗。結果雅被注射了三人份的同族血液後，不但真的得到不死之身，且使原本只會傳染吸血鬼一族的吸血病突變為一種可經血液傳染一般人的可怕疾病，爾後由於雅吃了同類的血肉，因此雅實際上體內被注入的同類之血有四人份。之後被五十嵐一郎和青山龍之介聯手制伏，鎖在一間研究所的冷凍室。
直到兩年前篤與涼子到神社祭拜時，意外打開封鎖他的冰櫃，雅被釋放之後性侵涼子得逞，開始在彼岸島上展開大屠殺，島上多數的人類居民也被雅身上的病毒感染，變成了吸血鬼，間接導致篤為了向雅報仇加入反抗組織。
於第三部故事《彼岸島 48天后》中，將吸血鬼病擴大到日本本土，並在東京設置吸血鬼總部。

#### 混血種吸血鬼
豹丸
雅的五個孩子之一，強度排行第三，手持一把巨大的鐮刀，據點為東京台場，最後被明打敗。
蟲王
雅的五個孩子之一，強度排行第四，據點為國會議事廳，最後被明與自衛隊打敗。
姑獲鳥
雅的五個孩子之一，強度排行第五，據點為東京上野，手持一把巨大的三叉戟。首次出現在地鐵成增站，和明交手並取得勝利。在東京巨蛋和明二度交手，多次讓明陷入困境，最後被明打敗。
金剛
雅的左手。有著金剛力士像樣貌的高大男子，手持巨錘作為武器。能透過脱皮讓身體變的更加巨大。
食舌大人
新宿歌舞伎町的領頭, 名義上在新宿歌舞伎町祭典亡妻,實際上研究著打到雅的疫苗.
斧神
雅的右手。頭戴羊首面罩的高大男子，手持巨斧作為武器。有著驚人的破壞力，還能將自身的肌肉強化成為金剛不壞之身，喜歡與對手在一對一的公平狀態下展開戰鬥。
曾經在青山龍之介行刑的時候擔任劊子手，卻被明、紅葉、田中、加藤及時阻止了處刑，經過地獄谷一戰對明表示了認可，還在明身陷危機的時候，拋下敵對意識與明合作渡過難關。真實身分是龍之介的徒弟，同時也是篤的好友與競爭對手。
本名村田藤吉，原本是人類，與篤共同對抗吸血鬼。但他因為受到感染變成吸血鬼，受到雅的賞識被收作部下，為了表示對雅的效忠，自願接受吸血鬼血液注射的實驗僥倖活了下來，身體機能有了進一步的強化，但也使他原本的容貌徹底變成醜陋畸形的模樣，只好用羊首面罩遮蔽自己的臉孔，也因此無法回歸反抗組織，堅持不接受明提出回歸反抗組織的要求；明得知了斧神變成吸血鬼的遭遇後，對他抱持著既欣賞又惋惜的態度。
鞠子
臉上長著一枚大獨眼，臉右側有數顆眼球，帶著疵牙裂嘴的詭異笑容，身穿和服的長手吸血鬼。
因為她經常拍著一顆手鞠球，所以被稱做鞠子。 負責守衛二樓的鏡迷宮。口裡能散發出擁有催眠效果的臭氣，讓敵人產生幻覺昏迷，抓到敵方後會將他們的手腳一根根切下，欣賞敵人痛苦哀嚎的神情，因此她的房間裡，還殘留著破碎的被害者屍體殘骸。
她還是人類與吸血鬼的時候因相貌醜陋常被欺負，唯獨雅對她一視同仁，鞠子因而愛上雅，想變成混血吸血鬼遭雙親反對，一怒之下將雙親虐殺並重組他們的骨骸，放在自己的房間裡。她在五重塔一度讓明陷入困境，最後被明持刀斬首殺害。

#### 一般種吸血鬼
五十嵐一郎（演員：山本龍二／鶴見辰吾）
藏身礦坑的吸血鬼，實際身分為大日本帝國陸軍501部隊的軍醫中佐指揮官。
在太平洋戰爭尾聲時，為了能替日本建立一支超人部隊，故便率軍往彼岸島，對居於該島的吸血鬼一族進行令人齒冷的活體實驗。實驗結果不僅造就雅的不死之身，還令原本只會傳染吸血鬼一族的吸血病突變為一種可經血液感染一般人的可怕疾病。
當五十嵐看到實驗所的人員變成吸血鬼，還目擊雅殺害前來支援的軍隊時，才驚覺自己鑄下無法挽回的過錯而懊悔不已。之後五十嵐與青山龍之介聯手制服了雅，由於他認為雅能在軍事方面有所貢獻，便說服龍之介不要殺害雅，兩人聯手將雅封鎖在研究所的冷凍室（後來此地被擴建為神社）裡。
五十嵐回到地底的研究所的途中，也被吸血鬼攻擊變成了吸血鬼，從此藏身地下研究所長達60年，原本剛硬的性格也隨著時間流逝，變得膽怯唯諾。他在礦坑遇上了明等人，以吸取由紀血液的代價為明處理傷勢，還短暫的帶領一行人尋找501疫苗，最終被篤所殺。
隊長
本名不詳的吸血鬼，初登場時帶領一隊吸血鬼對抗明等人，後來在明的要脅下，答應為明指引通往五重塔的道路。中途在五重塔遇上鞠子，被砍掉下半身，但還是在明的背負下，將明引領到雅所在的五樓。
於第三部故事《彼岸島 48天后》中，因為明與雅的對決中斷手，做了義肢給明使用，最後因想阻止明去日本大陸找尋雅的下落而被明殺害，明也因此喪失最後一位共患難的吸血鬼朋友。

#### 邪鬼
一種由未能吸取足夠人血的吸血鬼所變化而成的怪物，目前已知的邪鬼有多種型態。
- 瘦身形(一般)邪鬼

身高：405CM、體重：750KG、必殺技：蝴蝶般的飛舞，如蜜蜂般的尖刺
四肢極為細長，挺立的橢圓頭型，島上大多數由吸血鬼演化的邪鬼都是這種姿態。
- 石頭形(硬皮)邪鬼

身高：身高：510CM、體重：1T、必殺技：鐵頭功
體態寬廣，身體的外殼堅硬到一般刀刃都無法傷害牠，甚至只用頭部撞擊地面都能讓地上產生大裂縫。
- 魚人型(水生)邪鬼

身高：2300CM、體重：4T、必殺技：蝶式泳技
魚首人身的巨型邪鬼，會在水中以蝶泳移動並攻擊敵人，專門守衛彼岸島周圍的水域，只讓誘引人類到彼岸島的吸血鬼船隻通過牠們把守的水域。
- 太郎／獨眼巨邪鬼

身高：15M、體重：3T、必殺技：給邪鬼使操縱
身軀巨大如山，頭上有一隻大眼睛，腹部長著六隻勾爪，一顆眼球與一張直豎的嘴巴。
- 百眼邪鬼

身高：1450CM、體重：2.6T、必殺技：超級再生
棲息在礦坑裡的大型邪鬼，身上長有數十隻眼，有著能伸長的爪子，受傷時可用身上的眼球填滿傷口復原，被礦坑裡的吸血鬼當成膜拜的對象。當年受困礦坑中的日本軍官們變成吸血鬼後。
有部分的吸血鬼，會忽然因為無數的絲從毛細孔竄出身體，在極度疼痛的狀況下，被絲包圍身軀成為巨球型的繭，繼而演化成百眼邪鬼的姿態。通常由繭孵化成百眼邪鬼需要四到五年的時間，一旦繭的表面出現有色斑點，表示百眼邪鬼即將破繭孵化。也因為百眼邪鬼的存在，讓很多吸血鬼都不敢進入牠們棲息的礦坑。
- 公主／百足型邪鬼

身高：3100CM、體重：8T、必殺技：噴酸性奶
棲息在礦坑裡的大型邪鬼，極長的身軀型態宛如蜈蚣，頭部是顆巨大的女人頭，頭型下顎的部分是一個圓盤型的嘴，腹部則是多雙女性的乳房，牠的腳部由多雙人手所組成。一旦對上牠的眼睛，就會反射性的攻擊對方，就連邪鬼也是牠覓食的對象。至於腹部的乳房則會釋放強酸。
於單行本第31集被雅所殺害，做成標本放置在五重塔的標本房裡。
- 老婆婆-蜘蛛邪鬼

上半身是個老婆婆，下半身是巨型蜘蛛的身體。口部能夠釋放強酸，尾部則可以釋放懸吊蛛絲和麻痺獵物的毒針。牠會將人類抓走後帶回自己的巢穴，要食用獵物的時候會除去獵物身上的衣物，從口中吐絲將獵物包圍吞下。
- 巨蛇邪鬼

外觀是條巨大的蛇，舌頭上長著多張人臉，激動時會撐開脖子上的環狀領膜，能在陸地與水中自由行動，牠會潛伏在水中等待船隻經過，用尾部絞碎木船並將船上的人吃掉。
- 大肚爺

長著兩顆憔悴的頭，身材乾瘦，卻有著一張大肚子，永遠沒有吃飽的片刻。能夠將手伸長，從肚子竄出長有自己頭部的大蟑螂，還能讓一顆頭喝下滾燙的硫磺水，再從另一顆頭將硫磺水噴灑出來。
- 吉娃娃

雅的寵物，是隻有著巨大人面，長有雙角，滿嘴獠牙的四腳怪獸，平常被關在一樓房間，一般吸血鬼甚至還要尊稱牠大人。生性兇猛，就連吸血鬼也會被牠當作食物。頭部可以360度旋轉，生氣時眼睛和嘴巴會露出煙霧，吹出極為炎熱的「熱火氣」將眼前所有的生物瞬間燒死。
- 吉昭

於第三部故事《彼岸島 48天後》中登場的第一支邪鬼。
有著巨大頭顱、且食慾旺盛的邪鬼，攻擊方式為單調的怪力攻擊與拋擲排泄物之外，亦長著靈活的三尖刺尾巴，最後被明用刀切開頭顱，絞爛大腦而死；成為吸血鬼之前是一個相貌英俊的美男子，有一名叫百合的女友。
- 百合

於第三部故事《彼岸島 48天後》中登場的第二支邪鬼。
體型巨大、外貌極其詭異且恐怖，巨大的頭顱僅半邊長著一排眼睛，全身包含頭顱上長滿密集的女性乳房，在吉昭快死前與其進行交配，之後抱著吉昭的屍體離開現場。

## 設定
- 彼岸島

故事主要的發生場所，是座一年四季都生長著紅色彼岸花的海島，地勢多變，有森林、要塞、高山、沼澤、礦坑、雪地、溫泉地型與死火山。六百年前，彼岸島上已經有吸血鬼信仰的存在。吸血鬼與人類原本是和平共存互助的生活型態，島上的人類將吸血鬼當作神明般看待，不僅讓吸血鬼居住在神社裡，還會定期為吸血鬼供奉食物與鮮血，也因為被吸血鬼咬的時候會產生興奮的感覺，所以有些人類居民自願當供品來獻上自己的鮮血，吸血鬼也因此不必參與勞動便有收穫。兩年前篤與未婚妻涼子在島上提親的時候，島上風俗要求將結婚的情侶，必須在島上的神社供奉赤飯來祈求姻緣美滿。神社裡供奉著數十個吸血鬼娃娃。
但在60年前經過五十嵐部隊的洗禮，以及兩年前被釋放的雅在村裡展開大屠殺，島上多數的人類村民感染了吸血鬼病變成吸血鬼，吸血鬼與人類和平共存的情景幾乎不復存在。現在島上的吸血鬼村民會搜尋被害者身上的駕照，查詢被害者的詳細住址與聯絡資料，借此將被害者的朋友家屬引來島上，或是命令人類島民到外地引誘其他人類來到彼岸島，做為供給血液的來源。泰半來到這座島的人類都是有去無回。
- 吸血鬼病

能把普通人變為吸血鬼的病毒。在開始時，此種病為遺傳病，且只會傳染局於彼岸島上其中一個大家族中的族人（青山龍之介及雅便是此家族的人）。吸血鬼病的發病時期依照個人體質有所差異，而且外觀年齡會在發病的年齡停止發展，所以無法用外觀年齡來評斷吸血鬼的歲數，同一個吸血鬼家庭當中，也會有吸血鬼病患的外觀年齡與實際家族輩分相差逕庭的情況。
經過了大日本陸軍的實驗後，此種病已被改變成為一種經血液傳染，且可感染普通人的一種可怕的病。此外，動物也會因為血液傳染得到吸血鬼病。
- 吸血鬼

原指居於彼岸島上的一個大家族中的族人。他們擁有比人類強大得多的氣力及生命力，而且可以憑著吸取普通人的血而長生不老。剛出生的吸血族人與一般人無異，但他們在吸血鬼病首次發作後就會變成吸血鬼，由於吸血鬼的外觀年齡會在發病的年齡停止發展，因此不能用外觀來評斷吸血鬼的實際年齡。但在經過五十嵐部隊及雅的冼禮後，吸血鬼現時已泛指一般受到吸血鬼病所感染的人了。
吸血鬼擁有一對可用以吸取人類的血的長牙，在吸取人類的血時，可以注射含有麻醉成份的毒素進入人體，腕力甚至是一般人類的三倍。他們在興奮時，頭髮會變為白色，眼則轉為血紅。在興奮時他們的視力奇差無比，但卻對血腥味有極敏感的反應。不過有部分的原生吸血鬼（例如青山龍之介這類）即使在興奮的時候，頭髮還是保持原來的色澤。有的吸血鬼甚至連雙眼色澤都和一般人相差無幾。
吸血鬼跟正常人一樣有進食與飲水的習性。某些吸血鬼嘗到被他們認作上等的血液時，甚至會產生性欲。島上的吸血鬼每逢月圓之夜便會因為身體過於興奮無法維持理性，為了應對這種狀況，他們制定月圓之夜不能外出與吸血的規矩。一旦吸血鬼被注射食鹽水，會讓他們更加無法克制吸血的欲望。要徹底殺死吸血鬼，得將吸血鬼的頭部徹底搗爛，或是砍斷他們的頭顱，甚至是放火將吸血鬼的身軀徹底燃燒殆盡，不過也有極少數的吸血鬼被斬下頭顱還能不死，雅就是吸血鬼當中的特例。
一直到五十嵐部隊登陸彼岸島作生化實驗之前，被吸血鬼咬噬的人類，身體會產生興奮的反應，並不會對身體造成太大的傷害。但自從60年前吸血鬼病原體產生變異後，被吸血鬼咬噬的人類，當下不僅會因為吸血鬼的唾液麻醉成份當場麻痺，體液（淚液、鼻水、唾液、尿液）會無法控制的不停流出，還會感到視線模糊與呼吸困難。若有人不慎被吸血鬼的血液侵入體內，卻沒有及時將吸血鬼的血液抽出體外的話，將會因為感染吸血鬼病毒於十分鐘內死亡，並且在死後成為吸血鬼。
- 501部隊

60年前由五十嵐一郎率領的部隊。得知彼岸島上特有的吸血鬼病後，為了開發生化武器來到彼岸島徵收土地，有五位居民因為反抗死在他們的槍下。該部隊將一間鋼鐵工廠改造成集中營，並且捕捉多數吸血鬼作為實驗體，當中包含雅的家族在內，大多數的吸血鬼都死於這支部隊的殘酷活體實驗中，但是501部隊實施的活體實驗，不僅意外的將雅變成不死之身，還造成日後島上吸血鬼病的突變與蔓延，讓彼岸島的多數居民變成了吸血鬼。
- 501疫苗

又稱做血分解疫苗，該疫苗是運用吸血鬼的血液特性（混合兩種以上的血液會成為不死之身，將混合的血液分離會解除不死能力）研發而成。當初五十嵐部隊為了要防範雅得到不死之身後的失控狀況，刻意研發這種能夠暫時牽制雅體內力量的疫苗。但由於雅的體質過於強韌，要順利制服雅，甚至得用到特製的大型野獸專用注射器，才能一次注射大量的疫苗，削減雅的力量。
- 反抗組織

由青山龍之介領導，致力抵抗吸血鬼的團隊。成員多半是彼岸島上的人類原住島民，不過隨著劇情發展，開始有非島民加入反抗組織的狀況（例如篤以及明一行人）。目前除了雅與明等人以外，沒有人知道反抗組織的領導者其實也是吸血鬼。大多數的男性反抗成員為了方便行動，穿著多為深色緊身衣以及露出雙眼的布質面罩。
- 百穴村

鄰近沼澤的吸血鬼村莊，領導者是篤。不同於其他彼岸島地區的吸血鬼村民，此處的吸血鬼多為年長者且性情友善，眼睛也和一般人沒有差別，篤的未婚妻涼子失憶後正是被安置在這個村莊。後來為了弔念死去的篤，村民放火燒毀了這座村莊，所有村民皆死於這場火災當中。
- 邪鬼

一種由未能吸取足夠人血的吸血鬼所變化而成的怪物。處於演化成邪鬼狀態中的吸血鬼，臉上生出多顆眼球。一旦徹底變成邪鬼，就會失去了理性，但擁有極大的破壞力、殺傷力及生命力。吸血病在受到五十嵐部隊的改變後，其本質已大受改變。吸血病的最終極狀態是為把受感染的人轉變成為邪鬼，而非單純的吸血鬼。而為了防止變成邪鬼，唯一可行的方法便是吸取人血，以人血來作為暫時竭止變成邪鬼的藥物。目前已知的邪鬼有多種型態。
- 邪鬼使者

為了控制失去理性的邪鬼，雅特別訓練一批吸血鬼，讓他們學習控御邪鬼的技巧。訓練邪鬼使者的過程相當危險，多半的吸血鬼在還沒學會控制邪鬼的方式之前，都被邪鬼吃掉，因此只有少數的吸血鬼能夠成為邪鬼使者。但是邪鬼使者也會遇到完全無法控御的邪鬼而束手無策。
- 亡者

吸血病的另一種終極形態。吸血鬼除了可能會轉化成邪鬼外，也同時可能會轉化成亡者。亡者的生命力比邪鬼還強，但是非常遲鈍，且沒有太大的破壞力及殺傷力。加上其外形醜陋，且有惡臭，故為人類及吸血鬼所同時遺棄。牠們平時躲於深山和森林中，並以捕食昆蟲為生，最大的特徵是從人型的吸血鬼身軀上，長滿多數堆疊的人頭，一旦亡者被砍傷時，身上會分裂更多的人頭。此外，亡者有呼喚同類合體的習性。要徹底消滅亡者，只能分別將亡者身上的全部頭顱搗碎燒毀。明的好友碰便化身成了亡者。
- 混血吸血鬼

當年五十嵐部隊來到彼岸島之後，對吸血鬼實施的活體實驗之一，將吸血鬼族的同類血液，注射到吸血鬼的身上，但是一般的吸血鬼族將這個實驗視為禁忌的計畫。通常大多數的吸血鬼，會因為身體無法承受同類之血交互混合的激烈反應，當場爆裂死亡。但是極少數的吸血鬼，能熬過混合同類之血的痛苦，並且獲得更強大的力量，若是將越多人分的吸血鬼血液在體內持續混合，能力也會越強悍，依據情況不同，還會變成比邪鬼更強大的生物，成功通過這項實驗的吸血鬼，就被稱作「混血吸血鬼」。
做為混血成功的代價，某些混血吸血鬼的外貌也會產生變化，更嚴重的連整張臉都會變成畸形醜陋的模樣。目前雅、青山龍之介、鞠子、斧神都是劇中已知的混血吸血鬼。
- 天狗岩

隱藏在彼岸島山林裡的一座岩崖，由於從側面看就像天狗的側臉因而得名，從懸崖下方的地底通道，可通往一座很多螢火蟲聚集的鐘乳岩洞穴，裡面還有吸血鬼與邪鬼負責看守這個地方。明曾在這裡單獨與雅會面，成功救出紅葉。
- 地獄谷

溫泉地形的山谷，由於此處溫泉的高溫會讓鐵質變成紅色，因此此處的黑血池，裡面盡是滾燙的暗紅色泉水，一旦掉入池子裡，就只有死路一條。
- 五重塔

位於海崖上的一座五層樓高塔，雅的基地，裡面充斥大量的邪鬼，為了防範外敵入侵，這座塔的樓梯平常用機關隱藏，只有熟悉塔內通道的人才能開啟這些樓梯。
一樓：為了防範雅的寵物吉娃娃竄出塔外吃掉其他吸血鬼，一樓的大門是從外面上橫向鎖的。
二樓：出了樓梯密室後，外面的走道佈滿玻璃與鏡子，不熟悉道路的人，很容易被玻璃與鏡子反射的映像迷惑。一旦鏡子或玻璃被外力損毀，就會觸動陷阱機關對入侵者發動攻擊。這層的守衛是鞠子，在鞠子的房間裡，還留著被鞠子虐殺的被害者殘骸，床鋪上的兩具骷髏則是鞠子的雙親。
三樓：此處遍布交錯的木橫梁，兼二樓的天井，明正是在這裡與鞠子展開決鬥。這裡有個小房間，隱藏通往四樓的樓梯。
四樓：空間極為狹小的迷宮，一般人只能蹲著前進，若不慎誤觸機關，將會掉入一座水牢當中。
五樓：雅的所在處兼實驗所。這裡有個房間，專門收納不受雅控制而殺害的邪鬼屍體標本，另外還有房間專門將被捕捉的人類，放在許多特製的大容器裡。雅為了實踐將多數 人類變成吸血鬼的計畫，還在實驗所裡培養了能夠快速散撥吸血病毒的特殊蚊子。

### 時間沿革
- 江戶時代：

雅在這段時期內出生，詳細出生年份未明。
- 明治時代：

雅的家族在這段時期曾經拍攝一張合照（該張合照現今由冷保管）。
- 昭和17年（1942年）：

- 10月3日，501部隊為了進行生化實驗，登陸彼岸島。
- 10月8日，501部隊徵收島上鋼鐵工廠改裝成受實驗對象的集中營，五位居民因為反抗被軍隊槍決。
- 10月20日，501部隊前往彼岸島的神社，捉拿吸血鬼族人。
- 12月31日，卡達卡納爾島日軍撤離。

- 昭和18年（1943年）：

- 1月2日，新幾內亞的布納日本駐軍全體自盡殉國。
- 5月7日，501部隊將吸血鬼的細胞植入土撥鼠體內做實驗，5月20日土撥鼠全數死亡。
- 6月4日，501部隊意外發現吸血鬼的血液同類相混，會開始增殖的特性。
- 6月7日，501部隊將吸血鬼的血液注入土撥鼠體內做實驗，土撥鼠發生突變後爆裂死亡。
- 6月10日，6月13日，6月15日，501部隊總共對三名吸血鬼作同族血液混合實驗，被注入同族血液的吸血鬼全都因為承受不住同族血液交融的激烈作用，在注射血液後開始發狂，身軀爆裂致死。
- 7月20日，五十嵐一郎指示部下開發501疫苗。501疫苗在8月20日開發完成。
- 8月27日，美軍空襲彼岸島，501部隊正式對雅作同族血液混合實驗，將三人份的吸血鬼血液注射到雅的體內。此次實驗導致吸血鬼病原體改變，多數實驗人員受到感染變成吸血鬼，前往實驗室支援的軍人全數遭到雅殺害。後來雅被五十嵐一郎與青山龍之介聯手制伏，封鎖在一間實驗室的冷凍室裡。五十嵐回到地下研究所的途中，遭到礦坑裡的吸血鬼攻擊成為吸血鬼，撰寫有關吸血鬼病的研究報告，從此藏身地下60年。

- 平成12年（2000年）：

宮本篤釋放了被封鎖在彼岸島神社的雅，造成島上多數人類居民被感染了吸血病毒，變成吸血鬼。
- 平成14年（2002年）：

宮本明等人為了尋找失蹤的篤，登陸彼岸島。

## 出版書籍
以下書籍在台代理版的譯者皆為林武三。
- 《彼岸島》由講談社〈YMKC〉發行、全33卷

| 冊數 | 講談社        | 講談社                                                  | 台灣東販       | 台灣東販               |
| 冊數 | 發售日期      | ISBN                                                    | 發售日期       | ISBN                   |
| ---- | ------------- | ------------------------------------------------------- | -------------- | ---------------------- |
| 1    | 2003年4月2日  | ISBN 978-4-06-361126-7                                  | 2004年8月16日  | ISBN 978-957-473-564-8 |
| 2    | 2003年4月2日  | ISBN 978-4-06-361127-4                                  | 2005年1月28日  | ISBN 978-957-473-565-5 |
| 3    | 2003年7月3日  | ISBN 978-4-06-361143-4                                  | 2005年11月29日 | ISBN 978-957-473-886-1 |
| 4    | 2003年10月4日 | ISBN 978-4-06-361165-6                                  | 2006年7月29日  | ISBN 978-986-176-088-9 |
| 5    | 2004年1月6日  | ISBN 978-4-06-361199-1                                  | 2006年8月29日  | ISBN 978-986-176-146-6 |
| 6    | 2004年4月4日  | ISBN 978-4-06-361224-0                                  | 2006年9月28日  | ISBN 978-986-176-164-0 |
| 7    | 2004年7月4日  | ISBN 978-4-06-361248-6                                  | 2006年10月28日 | ISBN 978-986-176-176-3 |
| 8    | 2004年9月4日  | ISBN 978-4-06-361265-3                                  | 2006年11月29日 | ISBN 978-986-176-203-6 |
| 9    | 2004年12月4日 | ISBN 978-4-06-361290-5                                  | 2006年12月28日 | ISBN 978-986-176-222-7 |
| 10   | 2005年3月3日  | ISBN 978-4-06-361316-2                                  | 2007年1月27日  | ISBN 978-986-176-258-6 |
| 11   | 2005年6月4日  | ISBN 978-4-06-361337-7                                  | 2007年2月16日  | ISBN 978-986-176-267-8 |
| 12   | 2005年9月4日  | ISBN 978-4-06-361359-9                                  | 2007年3月27日  | ISBN 978-986-176-294-4 |
| 13   | 2005年12月4日 | ISBN 978-4-06-361395-7                                  | 2007年4月28日  | ISBN 978-986-176-320-0 |
| 14   | 2006年3月4日  | ISBN 978-4-06-361423-7                                  | 2007年5月25日  | ISBN 978-986-176-338-5 |
| 15   | 2006年5月2日  | ISBN 978-4-06-361444-2                                  | 2007年6月26日  | ISBN 978-986-176-358-3 |
| 16   | 2006年7月6日  | ISBN 978-4-06-361454-1                                  | 2007年7月27日  | ISBN 978-986-176-392-7 |
| 17   | 2006年10月6日 | ISBN 978-4-06-361480-0                                  | 2007年9月21日  | ISBN 978-986-176-447-4 |
| 18   | 2007年1月6日  | ISBN 978-4-06-361514-2                                  | 2007年10月26日 | ISBN 978-986-176-475-7 |
| 19   | 2007年4月6日  | ISBN 978-4-06-361539-5                                  | 2007年11月24日 | ISBN 978-986-176-485-6 |
| 20   | 2007年7月6日  | ISBN 978-4-06-361573-9                                  | 2007年12月26日 | ISBN 978-986-176-516-7 |
| 21   | 2007年10月5日 | ISBN 978-4-06-361601-9                                  | 2008年1月25日  | ISBN 978-986-176-525-9 |
| 22   | 2007年12月6日 | ISBN 978-4-06-361620-0                                  | 2008年2月27日  | ISBN 978-986-176-549-5 |
| 23   | 2008年3月6日  | ISBN 978-4-06-361645-3                                  | 2008年5月24日  | ISBN 978-986-176-601-0 |
| 24   | 2008年7月4日  | ISBN 978-4-06-361685-9                                  | 2009年2月24日  | ISBN 978-986-176-854-0 |
| 25   | 2008年11月6日 | ISBN 978-4-06-361725-2                                  | 2009年5月22日  | ISBN 978-986-176-864-9 |
| 26   | 2009年3月6日  | ISBN 978-4-06-361758-0                                  | 2009年8月10日  | ISBN 978-986-176-978-3 |
| 27   | 2009年7月6日  | ISBN 978-4-06-361798-6                                  | 2009年10月20日 | ISBN 978-986-251-049-0 |
| 28   | 2009年11月6日 | ISBN 978-4-06-361846-4                                  | 2009年12月24日 | ISBN 978-986-251-093-3 |
| 29   | 2009年12月4日 | ISBN 978-4-06-361847-1                                  | 2010年1月21日  | ISBN 978-986-251-109-1 |
| 30   | 2010年1月6日  | ISBN 978-4-06-361855-6 ISBN 978-4-06-358314-4（限定版） | 2010年3月24日  | ISBN 978-986-251-156-5 |
| 31   | 2010年6月4日  | ISBN 978-4-06-361896-9                                  | 2010年7月23日  | ISBN 978-986-251-235-7 |
| 32   | 2010年9月6日  | ISBN 978-4-06-361927-0                                  | 2010年11月25日 | ISBN 978-986-251-329-3 |
| 33   | 2010年12月6日 | ISBN 978-4-06-361966-9                                  | 2011年3月24日  | ISBN 978-986-251-419-1 |

- 《彼岸島 兄貴篇》（彼岸島 兄貴編）由講談社〈YMKC〉發行、全1卷

| 冊數 | 講談社       | 講談社                 | 台灣東販       | 台灣東販               |
| 冊數 | 發售日期     | ISBN                   | 發售日期       | ISBN                   |
| ---- | ------------ | ---------------------- | -------------- | ---------------------- |
| 全   | 2011年1月6日 | ISBN 978-4-06-364987-1 | 2011年11月24日 | ISBN 978-986-251-597-6 |

特別收錄：松本光司的短篇處女作：她的微笑。
- 《彼岸島 最後的47天》（彼岸島 最後の47日間）講談社〈YMKC〉全16卷。

| 冊數 | 講談社        | 講談社                 | 台灣東販       | 台灣東販               |
| 冊數 | 發售日期      | ISBN                   | 發售日期       | ISBN                   |
| ---- | ------------- | ---------------------- | -------------- | ---------------------- |
| 1    | 2011年1月6日  | ISBN 978-4-06-361986-7 | 2011年9月23日  | ISBN 978-986-251-552-5 |
| 2    | 2011年4月6日  | ISBN 978-4-06-382023-2 | 2012年1月13日  | ISBN 978-986-251-648-5 |
| 3    | 2011年7月6日  | ISBN 978-4-06-382052-2 | 2012年4月19日  | ISBN 978-986-251-723-9 |
| 4    | 2011年10月6日 | ISBN 978-4-06-382087-4 | 2012年7月20日  | ISBN 978-986-251-799-4 |
| 5    | 2012年1月6日  | ISBN 978-4-06-382124-6 | 2012年10月16日 | ISBN 978-986-251-869-4 |
| 6    | 2012年4月6日  | ISBN 978-4-06-382158-1 | 2013年1月23日  | ISBN 978-986-251-960-8 |
| 7    | 2012年7月6日  | ISBN 978-4-06-382194-9 | 2013年4月22日  | ISBN 978-986-331-026-6 |
| 8    | 2012年11月6日 | ISBN 978-4-06-382226-7 | 2013年7月24日  | ISBN 978-986-331-099-0 |
| 9    | 2013年2月6日  | ISBN 978-4-06-382260-1 | 2013年10月22日 | ISBN 978-986-331-181-2 |
| 10   | 2013年5月2日  | ISBN 978-4-06-382295-3 | 2014年1月22日  | ISBN 978-986-331-266-6 |
| 11   | 2013年9月6日  | ISBN 978-4-06-382338-7 | 2014年4月23日  | ISBN 978-986-331-345-8 |
| 12   | 2013年10月4日 | ISBN 978-4-06-382357-8 | 2014年7月24日  | ISBN 978-986-331-458-5 |
| 13   | 2014年1月6日  | ISBN 978-4-06-382407-0 | 2014年9月24日  | ISBN 978-986-331-501-8 |
| 14   | 2014年3月6日  | ISBN 978-4-06-382431-5 | 2014年11月24日 | ISBN 978-986-331-560-5 |
| 15   | 2014年7月4日  | ISBN 978-4-06-382485-8 | 2015年3月18日  | ISBN 978-986-331-642-8 |
| 16   | 2014年9月5日  | ISBN 978-4-06-382511-4 | 2015年6月15日  | ISBN 978-986-331-736-4 |

- 《彼岸島 48天後…》（彼岸島 48日後…）講談社〈YMKC〉。

| 冊數 | 講談社        | 講談社                 | 台灣東販       | 台灣東販               |
| 冊數 | 發售日期      | ISBN                   | 發售日期       | ISBN                   |
| ---- | ------------- | ---------------------- | -------------- | ---------------------- |
| 1    | 2014年12月5日 | ISBN 978-4-06-382545-9 | 2015年9月21日  | ISBN 978-986-331-825-5 |
| 2    | 2015年4月6日  | ISBN 978-4-06-382598-5 | 2015年12月15日 | ISBN 978-986-331-877-4 |
| 3    | 2015年7月6日  | ISBN 978-4-06-382634-0 | 2016年3月18日  | ISBN 978-986-331-973-3 |
| 4    | 2015年11月6日 | ISBN 978-4-06-382664-7 | 2016年6月22日  | ISBN 978-986-475-060-3 |
| 5    | 2015年12月4日 | ISBN 978-4-06-382718-7 | 2016年9月20日  | ISBN 978-986-475-146-4 |
| 6    | 2016年4月6日  | ISBN 978-4-06-382759-0 | 2016年12月19日 | ISBN 978-986-475-217-1 |
| 7    | 2016年6月6日  | ISBN 978-4-06-382814-6 | 2017年3月20日  | ISBN 978-986-475-293-5 |
| 8    | 2016年9月6日  | ISBN 978-4-06-382844-3 | 2017年6月20日  | ISBN 978-986-475-381-9 |
| 9    | 2016年10月6日 | ISBN 978-4-06-382862-7 | 2017年9月20日  | ISBN 978-986-475-462-5 |
| 10   | 2017年1月6日  | ISBN 978-4-06-382902-0 | 2017年12月20日 | ISBN 978-986-475-540-0 |
| 11   | 2017年4月6日  | ISBN 978-4-06-382947-1 | 2018年9月19日  | ISBN 978-986-475-780-0 |
| 12   | 2017年7月6日  | ISBN 978-4-06-510035-6 | 2019年2月23日  | ISBN 978-986-475-931-6 |
| 13   | 2017年10月6日 | ISBN 978-4-06-510251-0 | 2019年9月23日  | ISBN 978-986-511-124-3 |
| 14   | 2018年1月5日  | ISBN 978-4-06-510704-1 | 2020年3月23日  | ISBN 978-986-511-300-1 |
| 15   | 2018年4月6日  | ISBN 978-4-06-511341-7 | 2021年1月25日  | ISBN 978-986-511-591-3 |
| 16   | 2018年7月6日  | ISBN 978-4-06-512031-6 | 2022年4月27日  | ISBN 978-626-329-204-8 |
| 17   | 2018年10月5日 | ISBN 978-4-06-513147-3 | 2022年6月27日  | ISBN 978-626-329-268-0 |
| 18   | 2019年1月4日  | ISBN 978-4-06-514181-6 | 2022年9月26日  | ISBN 978-626-329-430-1 |
| 19   | 2019年4月5日  | ISBN 978-4-06-515197-6 | 2022年11月28日 | ISBN 978-626-329-578-0 |
| 20   | 2019年7月5日  | ISBN 978-4-06-516366-5 | 2023年1月18日  | ISBN 978-626-329-642-8 |
| 21   | 2019年10月4日 | ISBN 978-4-06-517290-2 | 2023年2月23日  | ISBN 978-626-329-675-6 |
| 22   | 2019年12月6日 | ISBN 978-4-06-517861-4 | 2023年3月27日  | ISBN 978-626-329-743-2 |
| 23   | 2020年2月6日  | ISBN 978-4-06-518489-9 | 2023年4月26日  | ISBN 978-626-329-795-1 |
| 24   | 2020年4月6日  | ISBN 978-4-06-519214-6 | 2023年5月29日  | ISBN 978-626-329-826-2 |
| 25   | 2020年7月6日  | ISBN 978-4-06-520192-3 | 2023年6月28日  | ISBN 978-626-329-882-8 |
| 26   | 2020年10月6日 | ISBN 978-4-06-520990-5 | 2024年1月29日  | ISBN 978-626-379-231-9 |
| 27   | 2021年1月6日  | ISBN 978-4-06-522010-8 | 2024年2月29日  | ISBN 978-626-379-260-9 |
| 28   | 2021年3月5日  | ISBN 978-4-06-522591-2 | 2024年3月27日  | ISBN 978-626-379-295-1 |
| 29   | 2021年6月4日  | ISBN 978-4-06-523666-6 | 2024年4月29日  | ISBN 978-626-379-349-1 |
| 30   | 2021年8月5日  | ISBN 978-4-06-524341-1 | 2024年5月29日  | ISBN 978-626-379-399-6 |
| 31   | 2021年10月6日 | ISBN 978-4-06-525098-3 | 2024年8月28日  | ISBN 978-626-379-515-0 |
| 32   | 2022年1月6日  | ISBN 978-4-06-526474-4 | 2024年9月26日  | ISBN 978-626-379-563-1 |
| 33   | 2022年4月6日  | ISBN 978-4-06-527502-3 | 2024年10月28日 | ISBN 978-626-379-609-6 |
| 34   | 2022年6月6日  | ISBN 978-4-06-528138-3 | 2024年11月27日 | ISBN 978-626-379-648-5 |
| 35   | 2022年9月6日  | ISBN 978-4-06-529345-4 | 2024年12月26日 | ISBN 978-626-379-715-4 |
| 36   | 2022年11月4日 | ISBN 978-4-06-529796-4 | 2025年1月24日  |                        |
| 37   | 2023年1月6日  | ISBN 978-4-06-530379-5 |                |                        |
| 38   | 2023年4月6日  | ISBN 978-4-06-531350-3 |                |                        |
| 39   | 2023年6月6日  | ISBN 978-4-06-531976-5 |                |                        |
| 40   | 2023年8月4日  | ISBN 978-4-06-532654-1 |                |                        |
| 41   | 2023年10月5日 | ISBN 978-4-06-533317-4 |                |                        |
| 42   | 2023年12月6日 | ISBN 978-4-06-533947-3 |                |                        |
| 43   | 2024年3月6日  | ISBN 978-4-06-534914-4 |                |                        |
| 44   | 2024年5月7日  | ISBN 978-4-06-535591-6 |                |                        |
| 45   | 2024年8月6日  | ISBN 978-4-06-536538-0 |                |                        |
| 46   | 2024年10月4日 | ISBN 978-4-06-537254-8 |                |                        |
| 47   | 2024年12月6日 | ISBN 978-4-06-537901-1 |                |                        |
| 48   | 2025年3月6日  | ISBN 978-4-06-538911-9 |                |                        |
| 49   | 2025年5月7日  | ISBN 978-4-06-539623-0 |                |                        |
| 50   | 2025年8月6日  | ISBN 978-4-06-540502-4 |                |                        |

### 相關書籍
官方導讀
彼岸島 手引書 零（彼岸島 手引書 零）監修：Young Magazine編集部・松本光司、講談社〈KCDX〉
- 2006年7月6日出版、ISBN 978-4-06-372174-4，台灣出版 2007年8月9日。

彼岸島 手引書 無限大（彼岸島 手引書 無限大）監修：Young Magazine編集部・松本光司、講談社〈KCDX〉
- 2010年6月4日出版、ISBN 978-4-06-375936-5，未代理。

小說
著者：桂木祥、原作：松本光司、講談社〈KC Novels〉全1卷
- 2007年7月5日出版、ISBN 978-4-06-373309-9，未代理。

## 廣播劇
2010年1月6日發售的第30卷單行本限定附贈品。以彼岸島＜兄貴編＞故事為製作。
- 配音
  - 宮本篤：浪川大輔
  - 青山冷：小清水亞美
  - 五十嵐一郎：千葉繁

## 遊戲
由NOWPRO推出、以PSP為平台的遊戲「彼岸岛(higanjima)」於2015年4月28日於日本推出，內容以原創的小說形式進行。

## 電影版

### 2010年版
本片故事描述主角宮本明偶然遇上了一名來自為彼岸島的少女青山冷。而這名少女手上竟然持有主角的大哥篤的駕照，他無法預料已失蹤2年多的大哥居然會以這種方式留下線索，少女並聲稱這張駕照是自己在所住的村子附近拾得的。為了尋找失蹤哥哥的下落，明決定聯同一群從小便認識的朋友，展開前往彼岸島一探究竟的旅程。但彼岸島其實是個被吸血鬼島民所控制的魔島，在宮本明的夥伴紛紛遭吸血鬼噬食後，他終於見到已經成為吸血鬼獵人的哥哥，島上僅存的人類為了生存必須從吸血鬼的手中搶回彼岸島，一場腥風血雨的恐怖惡戰旋即爆發…

#### 演員
- 明：石黒英雄
- 篤：渡邊大
- 冷：水川麻美
- 雅：山本耕史
- 小健：弓削智久
- 優紀：瀧本美織
- 碰：森脇史登
- 西山：足立理
- 加藤：半田晶也
- 涼子：大村彩子
- 師傅：阿見201
- 五十嵐：山本龍二

#### 製作
- 導演：金泰均
- 劇本：大石哲也
- 執行製作：三宅澄、李俊昊
- 企劃：Micott & Basara Inc.、Kraze Pictures（韓國）
- 製作人：龜田裕子、沈翔（譯音）、Don Kwon、藤田義則
- 音樂：澤野弘之
- 主題歌：9mm Parabellum Bullet「命ノゼンマイ」
- 製作：「彼岸島」製作委員會（Micott & Basara Inc.、Michigan Venture Capital、尾木製作、Yahoo! JAPAN、Kraze Pictures）
- 發行：日本華納電影

### 2016年版
電影「彼岸島Deluxe」10月15日於日本上映，內容為2013年及2016年所播放的電視版的接續內容，由白石隼也與鈴木亮平主演。
漫畫原著與電影版本差異
- 明等人分別在商店街上首次登場，到加藤家的小屋碰面；電影版明等人在學校與街上分別露面。
- 冷在明的家門口正式與明會面，最終被變成吸血鬼的篤殺害；電影版在大街上與明首次互動，在電影中存活下來。
- 雅的首次登場是在島上的破廟裡，從篤的背後拍他肩膀；電影版在島上的破廟外，把玩著鐵骨扇。
- 原著版的雅從神社釋放出來的時候是一頭短髮；但在電影版離開神社後留著一頭長髮。
- 健在原著單行本29集時身亡；電影版沒有死，和眾人離開彼岸島時，船剛駛離彼岸島，忽然風雲變色。
- 原著的加藤留著一頭染色的短髮；但電影版的加藤留著黑色平頭且身型寬廣。
- 電影版HIGANJIMA並沒有描寫碰變成亡者的姿態，只是讓碰變成吸血鬼。

## 電視劇

### 2013年版
同名電視劇由毎日放送制作、於2013年10月24日至12月26日在TBS播放，由白石隼也與鈴木亮平主演。「週刊Young Magazine」在2014年38號公佈將會投放二億日元推出深夜電視劇續篇以及電影版。
故事講述宮本明的哥哥宮本篤自小是個備受父母期待的孩子，但自一年前跟未婚妻外遊失蹤後，整個家便變得支離破碎。某天明乘著暑假回到家鄉，卻在家門前遇上了一個自稱知道篤身在何處的女子冷，告知他吸血鬼的存在。隨後明與他的朋友們被吸血鬼襲擊但反把對方殺死，而冷這時表示是明的哥哥篤把彼岸島對吸血鬼的封印解開。
為了把吸血鬼的屍體藏起來，以及找出哥哥篤的下落，於是明跟他的朋友們一同前往去彼岸島……

#### 演員
- 宮本明：白石隼也（童年期：田中理勇）
- 宮本篤：鈴木亮平（童年期：西野隼人）
- 優紀：山下莉緒
- 健：遠藤雄彌（童年期：稲田羅倭）
- 碰：西井幸人（童年期：安藤健悟）
- 西山：阿部翔平
- 加藤：勝信
- 冷：佐藤めぐみ
- 雅：栗原類
- 明日香：大和悠河
- 涼子：水崎綾女
- 紅葉（冷的妹妹）：麻亞里
- 柳島（民俗學者・彼岸島民俗研究手記著者）：諏訪太朗
- 五十嵐一郎（大日本帝國陸軍軍醫）：鶴見辰吾（特別出演）

#### 播放
| 話數                                                               | 播放日期 | 標題 | 劇本                | 導演                | 收視率 |
| ------------------------------------------------------------------ | -------- | ---- | ------------------- | ------------------- | ------ |
| 第1話                                                              | 10月24日 |      | NAKA雅MURA          | 西海謙一郎          | 1.7%   |
| 第2話                                                              | 10月31日 |      | NAKA雅MURA          | 西海謙一郎          | 1.2%   |
| 第3話                                                              | 11月07日 |      | NAKA雅MURA          | 西海謙一郎          | 1.6%   |
| 第4話                                                              | 11月14日 |      | NAKA雅MURA 友原我聞 | 横井健司            | 1.0%   |
| 第5話                                                              | 11月21日 |      | NAKA雅MURA 友原我聞 | 横井健司            | 1.1%   |
| 第6話                                                              | 11月28日 |      | NAKA雅MURA 友原我聞 | 横井健司            | 0.9%   |
| 第7話                                                              | 12月05日 |      | NAKA雅MURA 友原我聞 | 横井健司            | 1.4%   |
| 第8話                                                              | 12月12日 |      | NAKA雅MURA 友原我聞 | 横井健司            | 0.9%   |
| 第9話                                                              | 12月19日 |      | NAKA雅MURA 友原我聞 | 西海謙一郎          | 1.2%   |
| 最終話                                                             | 12月26日 |      | NAKA雅MURA 友原我聞 | 西海謙一郎 横井健司 | 1.5%   |
| 平均收視率 1.25%（收視率為日本關東地區收視，由Video Research調查） |          |      |                     |                     |        |

### 2016年版
《彼岸島Love is over》由毎日放送制作、於2016年9月21日至10月12日在TBS播放，由白石隼也與鈴木亮平主演，共4話。
故事講述於宮本兄弟在大戰吸血鬼之王雅後，與同伴們一同乘船逃離彼岸島。但在航海途中遭遇邪鬼襲擊，於是眾人只有被迫折回。回到島上的宮本明跟隨殘存的反抗吸血鬼行動組的領頭大師相遇，拜其為師並逐漸變強成為行動組的主要戰力，為了徹底消滅當時兩兄弟無法完全打敗的雅，並從吸血鬼手中奪回彼岸島…

#### 演員
- 宮本明：白石隼也
- 宮本篤：鈴木亮平
- 優紀：櫻井美南
- 健：遠藤雄彌
- 西山：阿部翔平
- 冷：佐藤めぐみ
- 雅：栗原類
- 涼子：水崎綾女

## 網路動畫
《彼岸島X》為短篇動畫的形式，已播出12話（番外篇2話），2016年10月至2017年3月於網路平台上的YouTube、niconico動畫播放。
藍光BD於2017年8月30日發售。

### 製作團隊
- 原作 - 松本光司《彼岸島》（講談社《Young Magazine》連載）
- 監督 - 青池良輔（Fever Creations）
- 企劃、系列構成、製作總指揮 - 谷口充大
- 腳本 - 青池良輔、谷口充大
- 人物設計 - 大平三咲紀
- 製作人 - 原田英聡、新田健士
- 動畫製作 - TETRA、Fever Creations
- 製作 - TETRA

### 各話列表
此外，劇中每一集的所有登場角色均由同一位聲優所飾演，目前共有6名聲優挑戰配音所有角色。
| 話數    | 日文標題 | 播放日期       | 各集聲優 |
| ------- | -------- | -------------- | -------- |
| #01     |          | 2016年10月15日 | 速水獎   |
| #02     |          | 2016年10月24日 | 速水獎   |
| #03     |          | 2016年11月7日  | 速水獎   |
| #04     |          | 2016年11月26日 | 千葉繁   |
| #05     |          | 2016年12月5日  | 千葉繁   |
| #06     |          | 2016年12月19日 | 千葉繁   |
| #07     |          | 2017年1月14日  | 關智一   |
| #08     |          | 2017年1月23日  | 關智一   |
| #09     |          | 2017年2月6日   | 關智一   |
| #10     |          | 2017年2月25日  | 山寺宏一 |
| #11     |          | 2017年3月6日   | 山寺宏一 |
| #12     |          | 2017年3月20日  | 山寺宏一 |
| #13     |          | 2017年8月30日  | 朴璐美   |
| #特別編 |          | 2018年1月24日  | 石田彰   |

## 外部連結
- 原作関連
  - ヤングマガジン | 彼岸島 | 作品紹介 | 講談社コミックプラス （页面存档备份，存于）（日語）
  - ヤングマガジン | 彼岸島 兄貴編 | 作品紹介 | 講談社コミックプラス （页面存档备份，存于）（日語）
  - ヤングマガジン | 彼岸島 最後の47日間 | 作品紹介 | 講談社コミックプラス （页面存档备份，存于）（日語）
- 映画第1作
  - 映画「彼岸島」オフィシャルサイト （页面存档备份，存于）（日語）
  - 彼岸島 - allcinema（日語）
  - 彼岸島 - KINENOTE（日語）
  - 互联网电影数据库（IMDb）上《Higanjima》的资料（英文）
- 电视剧
  - 彼岸島 - テレビドラマ公式サイト （页面存档备份，存于）（日語）
  - 彼岸島 - MBS （页面存档备份，存于）（日語）
  - テレビドラマ「彼岸島」公式的X（前Twitter）（日語）
  - テレビドラマ「彼岸島」official的Facebook專頁（日語）
- 动画
  - ショートアニメ『彼岸島X』公式サイト （页面存档备份，存于）（日語）
  - 「彼岸島X」公式ツイッター的X（前Twitter）（日語）